# Vojna povijest (časopis)
Vojna povijest hrvatski je mjesečnik kojega izdaje Večernji list. Obrađuje vojne i povijesne teme s naglaskom na hrvatsku povijest. Izlazi jednom mjesečno i košta 25 kn. Dosad je izašlo 113 brojeva.

## O časopisu
Započinje uvodnikom kojega piše urednik Zvonimir Despot. Na početku je časopisa analiza od četiri stranice koja govori o nekoj aktualnoj temi (npr. ubojstvu al-Bagdadija). Zatim na nekoliko stranica slijedi Vojnopovijesni vremeplov, koji ukratko opisuje važne događaje koji su se dogodili u tom mjesecu. Piše ga Deni Vlačić, a svjetlopisi su preuzeti s Wikipedije. Slijedi glavna tema broja, koja se rastegne na barem 10 stranica s mnogo slika i pododlomaka, a zatim ostali članci, katkad i serijali koji se pišu u više brojeva (npr. serijal o Osmanskome Carstvu. Desetak stranica prije kraja zauzima odlomak kojega potpisuje Muzej vojne i ratne povijesti u Pakracu. Na nekoliko stranica prikazani su brojni svjetlopisi uz opise i kratak članak. Tu je i odlomak Militarija koji reklamira vojne predmete i znakovlje u suradnji s Njuškalom. Pretposljednja tema je Povijest na filmu, u kojoj se opisuje novi film i njegova važnost za vojnu povijest. Časopis završava kratkom recenzijom najnovije posljednje knjige i često s reklamom za pretplatu na časopis i knjige koje izdaje Despot Infinitus.

## Poznati suradnici
Za Vojnu povijest pisali su Zvonimir Despot, Mario Werhas, Zvonimir Freivogel, Mirko Bilandžić, Deni Vlačić, Filip Katanić, David Orlović, Hrvoje Spajić, Danijel Tatić i drugi.

## Vanjske poveznice
- Služena stranica
- Vojna povijest na Facebooku